# تشارلز سبنسر سميث
تشارلز سبنسر سميث (بالإنجليزية: Charles Spencer Smith)‏ هو سياسي أمريكي، ولد في 1852، وتوفي في 1923. انتخب عضو مجلس نواب ألاباما.